# Mahlberg
Mahlberg är en stad i Ortenaukreis i regionen Südlicher Oberrhein i Regierungsbezirk Freiburg i förbundslandet Baden-Württemberg i Tyskland.
Staden ingår i kommunalförbundet Ettenheim tillsammans med staden Ettenheim samt kommunerna Kappel-Grafenhausen, Ringsheim och Rust.